# Villers-sur-le-Mont
 Villers-sur-le-Mont  là một xã ở tỉnh Ardennes, thuộc vùng Grand Est ở phía bắc nước Pháp.